# Philip Roth
Pour les articles homonymes, voir Roth.
Œuvres principales
- Portnoy et son complexe (1969)
- Ma vie d'homme (1976)
- La Contrevie (1989)
- Le Théâtre de Sabbath (1997)
- Pastorale américaine (1999)
- La Tache (2002)
- Un homme (2007)

Philip Milton Roth, né le 19 mars 1933 à Newark dans le New Jersey et mort le 22 mai 2018 à New York, est un écrivain américain, auteur d'un recueil de nouvelles et de 26 romans, dont plusieurs ont fait l'objet d'adaptations cinématographiques.

## Biographie

### Jeunesse et formation
Petit-fils d'immigrés juifs originaires de Galicie arrivés aux États-Unis au tournant du XXe siècle, Philip Roth est le second fils de Bess Finkel (1904-1981) et de Hermann Roth (1901-1989), agent d'assurances à la Metropolitan Life Insurance Company. Il passe une enfance heureuse à Weequahic (en), quartier de la petite classe moyenne juive de Newark, qui sera la scène principale d'un grand nombre de ses livres. Après des études à l'université Rutgers de Newark, à l'université Bucknell en Pennsylvanie, puis à l'université de Chicago, il enseigne les lettres à l'université de Chicago, puis l'écriture à l'université de l'Iowa jusqu'au début des années 1960, lorsqu'il s'établit à New York pour se consacrer à l'écriture. Longtemps après, il reprend ses activités d'enseignant de manière intermittente, en littérature comparée, à Princeton et à l'université de Pennsylvanie, jusqu'en 1992.

### Débuts littéraires
Les influences les plus fortes sur l'écriture de Philip Roth sont les réalistes du XIXe siècle, particulièrement Henry James et Gustave Flaubert, les grands romanciers juifs-américains de la génération précédente, Saul Bellow et Bernard Malamud, ainsi que les humoristes du circuit des cabarets de New York et des hôtels de Catskill, berceau de l'humour Borscht Belt, où Henny Youngman, Lenny Bruce et autres Woody Allen firent leurs débuts.
Roth publie avec succès un premier recueil de nouvelles, Goodbye, Columbus, en 1959. Dix ans plus tard, il obtient une célébrité phénoménale avec la publication de Portnoy et son complexe, roman comique en forme de monologue d'un jeune avocat juif traumatisé par une mère à l'amour étouffant sur le divan de son psychanalyste. Satires vives et crues des mœurs de la petite bourgeoisie juive-américaine, ces deux livres suscitent la controverse au sein de la communauté juive, et valent à l'auteur d'être considéré comme l'« enfant terrible » du roman juif-américain jusqu'aux années 1990. Roth reviendra avec humour sur les attaques de ses plus virulents détracteurs dans son autobiographie Les Faits, et dans les premiers romans du « cycle Zuckerman », L'Écrivain des ombres, Zuckerman délivré et La Leçon d'anatomie, qui transposent ses débuts d'écrivain par le biais de son double fictionnel de prédilection, Nathan Zuckerman, auteur du scandaleux Carnovsky, qui n'est pas sans faire penser à Portnoy et son complexe.

### Années 1970
Au début des années 1970, Roth s'essaie successivement à la satire politique (dans Tricard Dixon et ses copains), à la parodie kafkaïenne (dans Le Sein) et à la fable postmoderniste (dans Le Grand Roman américain), avant de revenir à un registre intimiste, avec Ma vie d'homme (1974), et à l'alliage ambigu d'autobiographie et de fantaisie romanesque qui faisait toute la réussite de Portnoy et son complexe et qui, dans Operation Shylock (1993), puis dans Le Complot contre l'Amérique (2004), l'imposera comme le maître de l'autofiction contemporaine.
Se prenant de passion pour Franz Kafka, il se rend régulièrement à Prague où il se lie aux dissidents et romanciers tchèques, parmi lesquels Milan Kundera et Ivan Klíma, ce qui lui vaut d'être interdit de séjour en Tchécoslovaquie en 1975. L'épisode inspirera l'intrigue de L'Orgie de Prague (1985), et Roth contribuera néanmoins à faire découvrir ces écrivains ainsi que d'autres romanciers d'Europe de l'Est, tel que Bruno Schulz, dans le monde anglophone en tant que directeur de collection pour les éditions Penguin.

### Années 1980 et 1990
Jusqu'au milieu des années 1980, Roth partage sa vie entre les États-Unis et Londres, avec sa compagne, l'actrice britannique Claire Bloom (en couple à partir de 1975, ils divorcent en 1994). Il livre les sentiments mêlés que lui inspire la société anglaise dans La Contrevie (1986) et Tromperie, et rédige deux livres autobiographiques, Les Faits, et Patrimoine (1991) qui conte la dernière année de la vie de son père, Herman.
Ayant renoué avec le succès critique et commercial grâce à son livre Le Théâtre de Sabbath (1995), portrait crépusculaire, cocasse et bouleversant d'un vieux marionnettiste nihiliste et lubrique, Roth entame l'une des périodes les plus prolifiques de son œuvre, et lui donne, depuis Pastorale américaine (1997), une inflexion historique, pour se pencher sur quelques-uns des grands moments de crise de la gauche américaine au XXe siècle et l'histoire de l'acculturation des Juifs originaires d'Europe de l'Est aux États-Unis.

### Dernières années
En septembre 2012, il annonce, dans une interview du Point, qu'il arrête l'écriture et que Némésis sera son dernier roman. Il le confirme en octobre 2012, lors d'un entretien avec Nelly Kaprièlian pour Les Inrockuptibles,.
Il meurt le 22 mai 2018, dans un hôpital de New York, à la suite d'une insuffisance cardiaque.

## Analyse de l'œuvre
Comme celle de Thomas Wolfe, lecture qui le marqua quand il était adolescent, l'œuvre de Philip Roth forme une vaste fresque à la lisière de la fiction et de l'autobiographie, qui traite dans une prose aux qualités uniques d'ironie et de clairvoyance des thèmes aussi puissants que les tumultes de la sexualité et de la psychologie masculines, le poids de l'Histoire et de l'héritage, la hantise de la désagrégation du corps et de la mort, et la place du judaïsme et de la littérature dans la civilisation occidentale.

## Notoriété et reconnaissance critique
Philip Roth accède à la reconnaissance internationale avec le recueil de nouvelles Goodbye, Columbus, qui remporte le National Book Award en 1960, et grâce à son best-seller Portnoy et son complexe (Portnoy's Complaint), paru en 1969. Son œuvre est notamment dédiée à son personnage et alter ego Nathan Zuckerman (en), dont le cycle débute avec L'Écrivain des ombres (Ghost Writer, 1979) et s'achève avec Exit le fantôme en 2007. Les romans de Zuckerman comptent neuf volumes, notamment les trois romans universellement célébrés de la « trilogie américaine » : Pastorale américaine (American Pastoral, 1997) qui remporte le prix Pulitzer ; J'ai épousé un communiste (I Married a Communist, 1998) ; et La Tache (The Human Stain, 2000), couronné du PEN/Faulkner Award. Auteur de vingt-huit romans, Philip Roth a également été acclamé pour Opération Shylock (Operation Shylock, 1993) et Le Complot contre l'Amérique (The Plot Against America, 2004).
Cité, en 2003, par le célèbre critique Harold Bloom parmi les quatre principaux auteurs américains vivants, avec Cormac McCarthy, Don DeLillo et Thomas Pynchon, il est avec ces deux derniers l'un des principaux représentants du courant postmoderne, mais son œuvre variée ne s'y résume pas. Adoptant un style satirique aussi bien que plus sérieux, mêlant souvent à ses romans des aspects autobiographiques, parfois même de façon avouée comme dans Tromperie (Deception, 1990) et Opération Shylock, Philip Roth est célébré comme l'un des grands auteurs juifs américains avec Saul Bellow et Bernard Malamud, identité qui nourrit souvent ses intrigues sur un ton humoristique (Portnoy et son complexe), et dans lequel évoluent le plus souvent ses personnages (à commencer par Nathan Zuckerman).
La réflexion de Roth sur l'identité américaine, notamment à travers l'histoire des années 1940 à 1960, nourrit ses œuvres les plus récentes (Pastorale américaine, Le Complot contre l'Amérique). Souvent cité parmi les favoris du prix Nobel de littérature, Philip Roth ne l'a pas reçu, fait qualifié d'anomalie par diverses autorités comme le New York Times, James Ellroy ou Toni Morrison, laquelle demeure le dernier romancier américain lauréat du Nobel (le chanteur et poète Bob Dylan l'ayant reçu en 2016).
Philip Roth est enfin l'un des rares auteurs américains à voir son œuvre faire l'objet d'une édition par la Library of America de son vivant. Ce qui n'est arrivé que deux fois par le passé, avec Eudora Welty et Saul Bellow. La publication des neuf volumes s'est achevée à l'occasion du quatre-vingtième anniversaire de l'écrivain, en 2013,. En France, une partie de son œuvre a été publiée dans la Bibliothèque de la Pléiade de son vivant, dans un volume paru en 2017. Un deuxième volume paraît en 2022.

### Polémique avec Wikipédia
En septembre 2012, Blake Bailey, le biographe de Philip Roth, a essayé de supprimer un passage de l'article de l'édition en anglais de Wikipédia sur le roman La Tache : la page relayait une théorie partagée par de nombreux critiques que le personnage principal du roman s'inspirait de la vie de Anatole Broyard. Aucune source ne faisant état de l'inexactitude de cette théorie, la modification est annulée. L'incompréhension des principes de l'encyclopédie par le biographe ont conduit Philip Roth à écrire une lettre ouverte à Wikipédia dans The New Yorker. Cette tribune constituant dès lors une source pour ses dires, les informations ont été reportées dans l'article dès la parution du magazine. L'anecdote a été commentée dans la presse internationale allant jusqu'à faire réagir la fille d'Anatole Broyard trouvant anormal le fait que l'écrivain « veuille contrôler de manière dictatoriale les conclusions que d'autres tirent de ses personnages ».

### Prix
- 1960 : National Book Award pour Goodbye, Columbus
- 1986 : National Book Critics Circle Award pour La Contrevie
- 1991 : National Book Critics Circle Award pour Patrimoine : Une histoire vraie
- 1994 : PEN/Faulkner Award pour Opération Shylock : Une confession
- 1995 : National Book Award pour Le Théâtre de Sabbath
- 1998 : prix Pulitzer pour Pastorale américaine
- 1998 : Ambassador Book Award de l'English-Speaking Union pour J'ai épousé un communiste
- 2000 : prix du Meilleur livre étranger pour Pastorale américaine
- 2001 : prix Franz-Kafka pour l'ensemble de son œuvre
- 2001 : PEN/Faulkner Award pour La Tache
- 2001 : médaille d'or de la fiction de l'Académie américaine des arts et des lettres
- 2001 : WH Smith Literary Award pour La Tache
- 2002 : prix pour sa contribution remarquable aux lettres américaines de la National Book Foundation
- 2002 : prix Médicis étranger pour La Tache
- 2002 : meilleur livre de l'année 2002 du magazine Lire pour La Tache
- 2005 : prix Sidewise de l'histoire alternative pour Le Complot contre l'Amérique
- 2005 : James Fenimore Cooper Prize (en) de la meilleure fiction historique pour Le Complot contre l'Amérique
- 2006 : PEN/Nabokov Award for Fiction
- 2007 : PEN/Faulkner Award pour Un homme
- 2007 : PEN/Saul Bellow Award (en)
- 2009 : prix littéraire du journal Die Welt pour l'ensemble de son œuvre
- 2010 : médaille nationale des Humanités[23] pour sa contribution aux lettres américaines
- 2011 : prix international Man Booker pour l'ensemble de son œuvre
- 2012 : prix Prince des Asturies de littérature[24]
- 2013 : PEN/Allen Foundation Literary Service Award[25]

### Distinctions et décorations
- 1998 : National Medal of Arts[26]
- 2003 : docteur ès lettres honoris causa de l'université Harvard
- 2013 :  Commandeur de la Légion d'honneur[27]

## Œuvres

### CycleNathan Zuckerman
Première apparition de Nathan Zuckerman dans My Life as a Man, 1974 (trad. Georges Magnane, Ma vie d'homme, 1976). Les quatre romans sont réunis dans Zuckerman Bound (jeu de mots entre Zuckerman enchaîné et « Zuckerman relié »), trilogie et épilogue.
- L'Écrivain des ombres, 1981 ((en) The Ghost Writer, 1979), trad. Henri RobillotRéédité sous le titre L'Écrivain fantôme dans Zuckerman enchaîné en 1987
- Zuckerman délivré, 1982 ((en) Zuckerman Unbound, 1981), trad. Henri Robillot
- La Leçon d'anatomie, 1985 ((en) The Anatomy Lesson, 1983), trad. Jean-Pierre Carasso
- L'Orgie de Prague, 1987 ((en) The Prague Orgy, 1985), trad. Henri Robillot et Jean-Pierre CarassoPublié dans Zuckerman enchaîné en 1987

Suivi de :
- La Contrevie, 1989 ((en) The Counterlife, 1986), trad. Michel Waldberg ; nouvelle traduction par Josée Kamoun en 2004
- Pastorale américaine, 1999 ((en) American Pastoral, 1997), trad. Josée Kamoun
- J'ai épousé un communiste, 2001 ((en) I Married a Communist, 1998), trad. Josée Kamoun
- La Tache, 2002 ((en) The Human Stain, 2000), trad. Josée Kamoun
- Exit le fantôme, 2009 ((en) Exit Ghost, 2007), trad. Marie-Claire Pasquier

### CycleDavid Kepesh
- Le Sein, 1975 ((en) The Breast, 1972), trad. Georges Magnane
- Professeur de désir, 1979 ((en) The Professor of Desire, 1977), trad. Henri Robillot
- La Bête qui meurt, 2004 ((en) The Dying Animal, 2001), trad. Josée Kamoun

### CycleNemesis
- Un homme, 2007 ((en) Everyman, 2006), trad. Josée Kamoun
- Indignation, 2010 ((en) Indignation, 2008), trad. Marie-Claire Pasquier
- Le Rabaissement, 2011 ((en) The Humbling, 2009), trad. Marie-Claire Pasquier
- Némésis, 2012 ((en) Nemesis, 2010), trad. Marie-Claire Pasquier

### Romans indépendants
- Laisser courir, 1966 ((en) Letting Go, 1962), trad. Jean Rosenthal
- Quand elle était gentille, 1971 ((en) When She Was Good, 1967), trad. Jean Rosenthal
- Portnoy et son complexe, 1970 ((en) Portnoy's Complaint, 1969), trad. Henri Robillot
- Tricard Dixon et ses copains, 1972 ((en) Our Gang, 1971), trad. Jean-René Major
- Le Grand Roman américain, 1980 ((en) The Great American Novel, 1973), trad. Sylvie Salade
- Ma vie d'homme, 1976 ((en) My Life as a Man, 1974), trad. Georges Magnane
- Tromperie, 1994 ((en) Deception, 1990), trad. Maurice Rambaud
- Opération Shylock : Une confession, 1995 ((en) Operation Shylock: a Confession, 1993), trad. Lazare Bitoun
- Le Théâtre de Sabbath, 1997 ((en) Sabbath's Theater, 1995), trad. Lazare Bitoun
- Le Complot contre l'Amérique, 2006 ((en) The Plot against America, 2004), trad. Josée Kamoun

### Recueil de nouvelles
- Goodbye, Columbus, 1962 ((en) Goodbye, Columbus, 1959), trad. Céline Zins

### Mémoires et essais
- Du côté de Portnoy et autres essais, 1978 ((en) Reading Myself and Others, 1975), trad. Michel et Philippe Jaworski
- Les Faits : Autobiographie d'un romancier, 1990 ((en) The Facts: a Novelist's Autobiography, 1988), trad. Michel Waldberg ; nouvelle traduction par Josée Kamoun, 2020
- Patrimoine : Une histoire vraie, 1992 ((en) Patrimony: a True Story, 1991), trad. Mirèse Akar et Maurice Rambaud
- Parlons travail, 2004 ((en) Shop Talk: a Writer and His Colleagues and Their Work, 2001), trad. Josée Kamoun
- Pourquoi écrire ?, 2019 ((en) Why write ?, 2017), trad. Lazare Bitoun, Michel et Philippe Jaworski et Josée KamounCe volume contient : Du côté de Portnoy et autres essais - Parlons travail - Explications dont notamment la lettre ouverte à Wikipédia.

### Préfaces
- Vivre avec une étoile, roman de Jiří Weil publié en 1949, édition en français de 1922, éditions Denoël contenant une préface de Philip Roth.
- Herzog - La Planète de Mr. Sammler de Saul Bellow, éditions Gallimard, coll. « Quarto », 2012, 640 p. Précédé de Saul Bellow, relectures par Philip Roth, traduit de l'anglais (États-Unis) par Josée Kamoun.
- Les Aventures d'Augie March - Le Don de Humboldt de Saul Bellow, éditions Gallimard, coll. « Quarto », 2014, 1024 p. Précédé de « J'ai une stratégie » - Saul Bellow par lui-même par Philip Roth, traduit de l'anglais (États-Unis) par Josée Kamoun.

### Anthologies
- L'Amérique de Philip Roth, trad. de l'anglais (États-Unis) par Josée Kamoun. Contient un appareil critique, éditions Gallimard, coll. « Quarto », 2013, 1152 p. Contient :  Pastorale américaine - J'ai épousé un communiste - La Tache - Le Complot contre l'Amérique.
- Romans et nouvelles (1959-1977), trad. de l'anglais (États-Unis) par Georges Magnane, Henri Robillot et Céline Zins et révisé par Brigitte Félix, Aurélie Guillain, Paule Lévy et Ada Savin. Édition publiée sous la direction de Philippe Jaworski. Avec la collaboration de Brigitte Félix, Aurélie Guillain, Paule Lévy et Ada Savin, préface de Philippe Jaworski, éditions Gallimard, coll. « Bibliothèque de la Pléiade » n° 625, 2017, 1280 p. Contient : Goodbye, Columbus - La Plainte de Portnoy (Portnoy et son complexe) - Le Sein - Ma vie d'homme - Professeur de désir.
- Romans et récits (1979-1991), trad. de l'anglais (États-Unis) par Mirèse Akar, Jean-Pierre Carasso, Josée Kamoun, Maurice Rambaud et Henri Robillot et révisé par Aurélie Guillain et Philippe Jaworski. Édition publiée sous la direction de Philippe Jaworski. Avec la collaboration de Brigitte Félix, Aurélie Guillain et Paule Lévy, éditions Gallimard, coll. « Bibliothèque de la Pléiade » n° 663, 2022, 1584 p. Contient : L'Écrivain fantôme - Zuckerman délivré - La Leçon d'anatomie - L'Orgie de Prague - La Contrevie - Les Faits. Autobiographie d'un romancier - Tromperie - Patrimoine. Une histoire vraie.
- Romans (1993-2007), trad. de l'anglais (États-Unis) par Lazare Bitoun, Josée Kamoun et Marie-Claire Pasquier. Édition publiée sous la direction de Philippe Jaworski. Avec la collaboration de Nicolas Cavaillès, Aurélie Guillain et Paule Lévy, éditions Gallimard, coll. « Bibliothèque de la Pléiade » n° 680, 2025, 1664 p. Contient : Opération Shylock - Le Théâtre de Sabbath - Le Complot contre l'Amérique - Exit le fantôme.

### Filmographie
- Philip Roth de Claude Vajda et Denis Bisson, n° 161 de la collection Un siècle d'écrivains (diffusé le 29 avril 1998)